# Avezac-Prat-Lahitte
Avezac-Prat-Lahitte é uma comuna francesa na região administrativa de Occitânia, no departamento dos Altos Pirenéus. Estende-se por uma área de 17,81 km², Em 2010 a comuna tinha 614 habitantes (densidade: 34,5 hab./km²)..